# Liste der slowenischen Orden und Ehrenzeichen

Wappen Sloweniens

Diese Liste gibt einen Überblick über die Orden und Ehrenzeichen der Republik Slowenien.
- Ehrenzeichen der Freiheit der Republik Slowenien (Častni znak svobode Republike Slovenije), 1992 gestiftet, in drei Ordensstufen verliehen:
  - Goldenes Ehrenzeichen der Freiheit (Zlati častni znak svobode Republike Slovenije)
  - Silbernes Ehrenzeichen der Freiheit (Srebrni častni znak svobode Republike Slovenije)
  - Ehrenzeichen der Freiheit (Častni znak svobode Republike Slovenije)
- Orden für außergewöhnliche Verdienste um die Republik Slowenien (Red za izredne zasluge)
- Verdienstorden (Red za zasluge), in drei Ordensstufen verliehen:
  - Goldener Verdienstorden (Zlati red za zasluge)
  - Silberner Verdienstorden (Srebrni red za zasluge)
  - Verdienstorden (Red za zasluge)
- Verdienstmedaille (Medalja za zasluge)
- Tapferkeitsmedaille (Medalje za hrabrost)
- Medaille für ehrenhaftes Handeln (Medalja za častna dejanja)